# Tobe Hooper
Willard Tobe Hooper (25. ledna 1943 Austin, Texas – 26. srpna 2017 Los Angeles, Kalifornie) byl americký režisér, scenárista a producent, známý díky své práci v oblasti hororových filmů.

## Kariéra

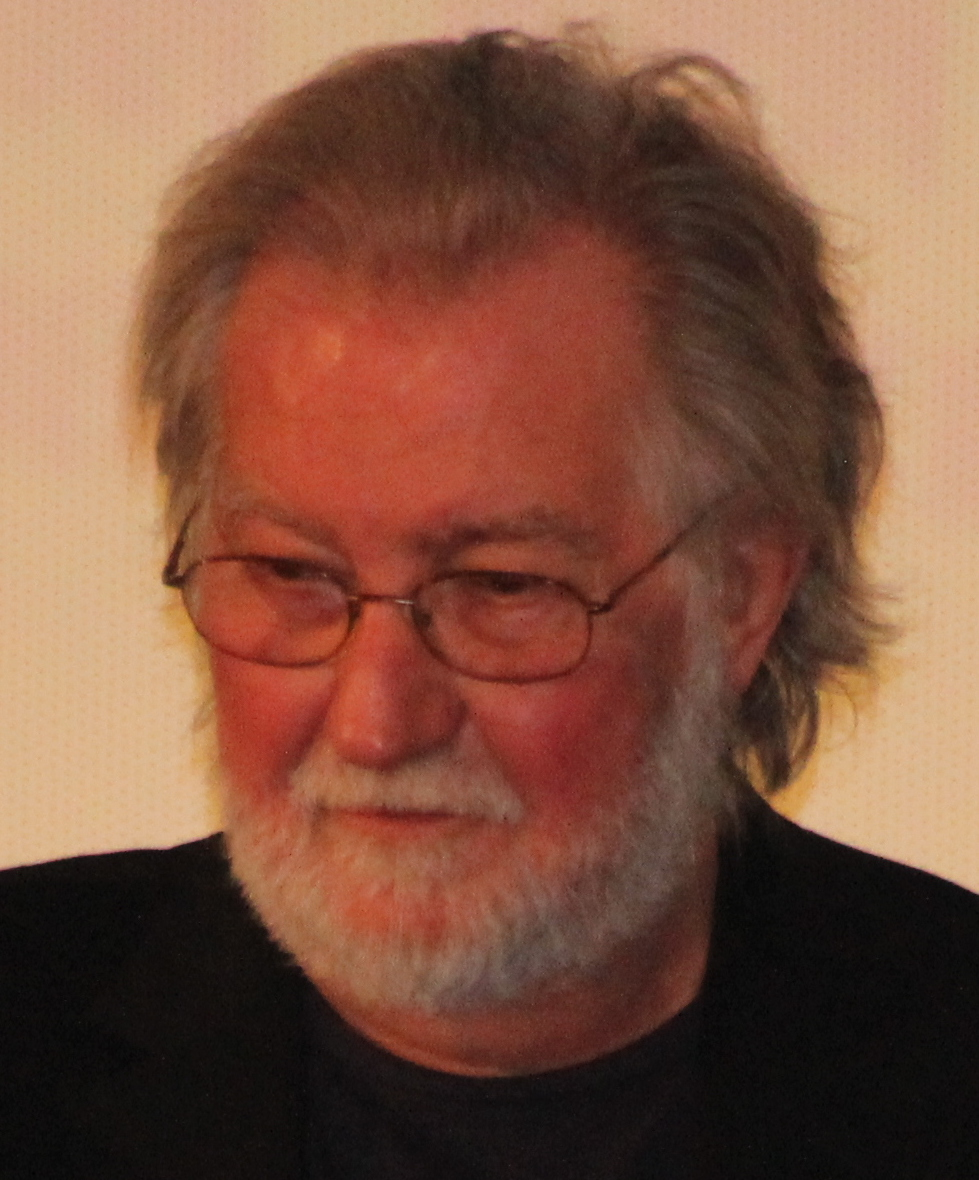
Hooper v září 2014

Jeho první film byl Eggshells (1969), ke kterému napsal scénář společně s Kimem Henkelem. A právě s ním se opět spojil při vytváření filmu Texaský masakr motorovou pilou (1974), jenž se stal hororovou klasikou a jedním z nejvlivnějších filmů vůbec. Dále Hooper režíroval další hororový snímek Sežráni zaživa (1977), televizní minisérii Prokletí Salemu (1979), což byla adaptace románu Stephena Kinga. Následoval velký slasher Panoptikum (1981), distribuovaný Universal Pictures. Další rok Hooper režíroval thriller Poltergeist (1982), ke kterému napsal scénář a následně i produkoval Steven Spielberg.
V 80. letech Hooper režíroval dva sci-fi hororové filmy: Síla života (1985) a Vetřelci z Marsu (1986), následováno Texaským masakrem motorovou pilou 2 (1986), velkorozpočtovým pokračováním klasického hororu z roku 1974. V 90. letech režíroval několik sci-fi/hororových projektů, včetně filmu Živá pochodeň (1990), kde také spolupracoval na scénáři, televizního filmu Body Bags: Historky z márnice (1993) a Děs v prádelně (1995), což byla další adaptace Kingova příběhu.
Začátkem nového tisíciletí Hooper režíroval několik projektů včetně monster filmu Krokodýl (2000), epizodu sci-fi minisérie Uneseni (2002) a dvě epizody Mistrů hrůzy (2005–2006).

## Inspirace
Jeho prací se inspirovali Hideo Nakata, Wes Craven, Rob Zombie, Alexandre Aja, Jack Thomas Smith, a mnoho dalších. Například slavný režisér Ridley Scott se Hooperovým dílem Texaský masakr motorovou pilou inspiroval více, než kterýmkoliv dalším filmem tohoto žánru při vytváření jeho slavného hororu Vetřelec (1979).

## Život
Narodil se 25. ledna 1943 v Austinu, Texas, Lois Belleové a Normanovi Williamovi Rayovi Hooperovi. Jeho otec vlastnil divadlo v San Angelu. Tobe se poprvé začal zajímat o filmařinu a poprvé použil otcovu 8mm kameru, když mu bylo devět.
Tobe měl jednoho syna, Williama Tonyho Hoopera.

## Smrt
Tobe zemřel přirozenou smrtí v Sherman Oaks, čtvrť Los Angeles, Kalifornie, 26. srpna 2017, ve věku 74 let.

## Filmografie
| Rok  | Název                            | Odkazy |
| ---- | -------------------------------- | ------ |
| 1969 | Eggshells                        | [ 8 ]  |
| 1974 | Texaský masakr motorovou pilou   | [ 9 ]  |
| 1977 | Sežráni zaživa                   | [ 8 ]  |
| 1981 | Panoptikum                       | [ 10 ] |
| 1982 | Poltergeist                      | [ 8 ]  |
| 1985 | Síla života                      | [ 10 ] |
| 1986 | Vetřelci z Marsu                 | [ 10 ] |
| 1986 | Texaský masakr motorovou pilou 2 | [ 10 ] |
| 1990 | Živá pochodeň                    | [ 11 ] |
| 1990 | Dnes v noci jsem nebezpečná      | [ 12 ] |
| 1993 | Noční hrůzy                      | [ 10 ] |
| 1993 | Body Bags: Historky z márnice    | [ 11 ] |
| 1995 | Děs v prádelně                   | [ 11 ] |
| 1999 | Bytový komplex                   | [ 1 ]  |
| 2000 | Krokodýl                         | [ 8 ]  |
| 2004 | Vraždy bez záruky                | [ 8 ]  |
| 2005 | Márnice                          | [ 8 ]  |
| 2013 | Djinn                            | [ 8 ]  |